# Hambarcum Beknazarian

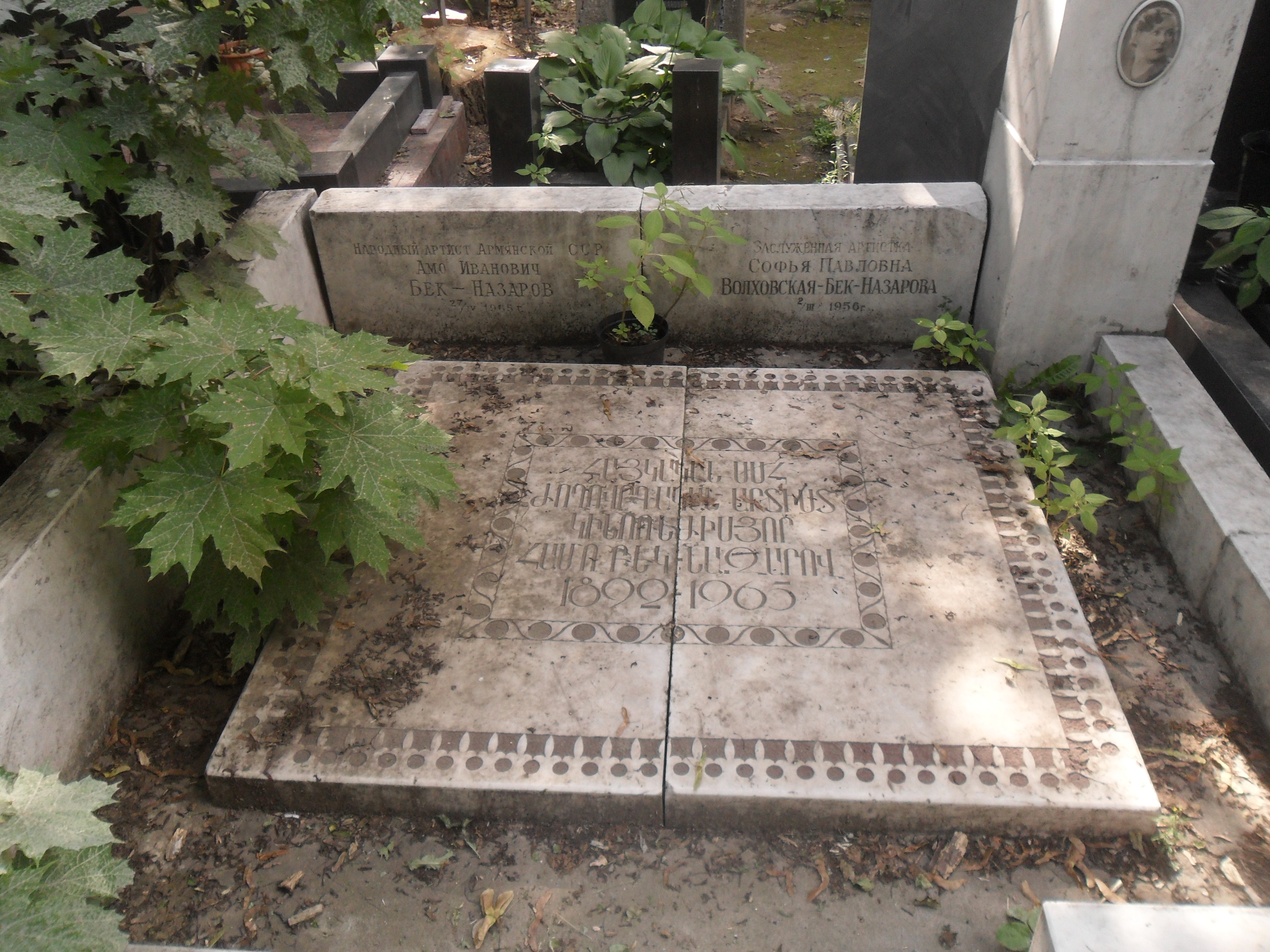
Grób Hambarcuma Beknazariana na Cmentarzu Ormiańskim w Moskwie

Hambarcum Beknazarian, Hamo Bek-Nazarow lub Amo Bek-Nazarow (orm. Համո Բեկնազարյան ur. 31 maja 1892 w Erywaniu, zm. 27 kwietnia 1965 w Moskwie) – radziecki i ormiański reżyser, scenarzysta oraz aktor filmowy. Założyciel kinematografii armeńskiej. Przez długi czas pracował w rosyjskich wytwórniach filmowych. Swoją twórczość kontynuował w Baku. Odniósł wielki sukces dopiero w Tbilisi. Po przeniesieniu się do Erywania zrealizował według sztuk Aleksandra Szirwanzadego takie filmy jak: Namus (1926), Zaro (1927) i Chas-pusz (1928).
Został pochowany na Cmentarzu Ormiańskim w Moskwie.

## Wybrana filmografia

### Reżyser
- 1926: Namus
- 1927: Zaro
- 1927: Szor i Szorszor
- 1928: Chas-pusz
- 1929: Dom na wulkanie
- 1935: Żona za tysiąc rubli
- 1938: Zangezur
- 1941: Sabuchi
- 1959: Przygoda w Chodżencie

### Scenariusz
- 1926: Namus
- 1927: Zaro
- 1927: Szor i Szorszor
- 1928: Chas-pusz
- 1929: Dom na wulkanie
- 1935: Żona za tysiąc rubli
- 1938: Zangezur

## Nagrody
- 1941: Nagroda Stalinowska za film Zangezur[3]